# Vil Con Carne
Vil Con Carne (version originale : Evil Con Carne) est une série d'animation américaine créée par Maxwell Atoms, initialement diffusée entre le 24 août 2001 et le 22 octobre 2004 sur la chaîne de télévision Cartoon Network aux États-Unis, basée sur les prémices de la série Billy et Mandy, aventuriers de l'au-delà. La série met en scène le diabolique Hector Con Carne, tentant de dominer le monde. Cependant, son corps fut désintégré par une explosion ne laissant que son cerveau et son estomac indemnes. Dès lors, il utilise un ours de cirque russe nommé Kouglof en guise de corps.

## Scénario
Vil Con Carne se centre sur le diabolique Hector Con Carne, un cerveau en bocal rattaché par le corps d'un ours de cirque, et de ses deux assistants — le médecin Major Gastro et Général Balafre — tentant de trouver un moyen de dominer le monde.

## Personnages
- Hector Con Carne était autrefois un playboy milliardaire assoiffé de pouvoir. Mais une tentative d'élimination le réduisit à l'état de cerveau en bocal (son estomac ayant également survécu possède sa propre personnalité). Il élabore désormais des stratagèmes tordus sur son repaire, l'île du Lapinou, pour conquérir le monde ou retrouver son corps. Il traite ses sous-fifres comme des chiens. Il est rattaché par Kouglof

- Kouglof, un ancien ours de cirque russe, servant désormais de support pour le bocal d'Hector Con Carne. Bien que ce dernier parvienne à le contrôler, l'ours agit parfois de son propre chef lorsqu'il s'agit de nourriture. Sa gloutonnerie et sa stupidité sont les principales causes des échecs d'Hector Con Carne, et son maître ne songe qu'à le virer. Malgré sa force élevée, il est très peureux.

- Médecin Major Gastro est une séduisante scientifique ayant sauvé la vie d'Hector en plaçant son cerveau dans un bocal. Elle travaille désormais pour lui en tant que savante folle et crée toutes sortes d'armes et de machines pour conquérir le monde, bien qu'elle ne semble motivée que par son amour envers lui (ils auront même un fils ensemble dans le futur, Désastricus, qui est un héros au grand dam de son père).

- Général Balafre est le chef de l'armée d'Hector, et ne rêve que d'une chose l'éliminer lui et Kouglof. Malheureusement, ses plans tombent souvent en échec et il est également victime des gags les plus trash de la série. Après l'annulation de la série, il devient le voisin de Billy, devenant un personnage très récurrent de la série Billy et Mandy. Il se consacre désormais à l'entretien de son jardin.

## Production

### Développement
La production de Vil Con Carne (sous le titre original de Malices et Menaces ((Grim & Evil en VO), regroupant à la fois les personnages de Billy et Mandy, aventuriers de l'au-delà et de Vil Con Carne) s'est décidée lors d'un sondage effectué en 2000. Ce sondage, nommé Big Pick, s'est tenu sur Internet du 16 juin au 15 août 2000. Les trois futurs courts-métrages décidés par l'audience impliquaient Malices et Menaces, Jones, le robot (Whatever Happened to... Robot Jones?), et Longhair and Doubledome. Malices et Menaces ne remporte que 57 % des voix. Malices et Menaces est diffusé pour la première fois le 24 août 2001, puis retiré le 18 octobre 2002.

### Épisodes
Vil Con Carne est initialement diffusée entre le 11 juillet 2003 et le 22 octobre 2004 sur la chaîne de télévision Cartoon Network aux États-Unis, et compte au total deux saisons constituées de 14 épisodes. Deux épisodes sont inclus dans le DVD Américain de la première saison de Billy et Mandy, aventuriers de l'au-delà (en Anglais uniquement). Le 13 avril 2012, la série est rediffusée sur Cartoon Network aux États-Unis dans le programme animé Cartoon Planet. En France, la série a été diffusée en 2004 sur Cartoon Network. Les épisodes de la saison 1 ont éventuellement été rediffusés sur Boing dans le cadre de Malices et Menaces (les deux premières saisons de Billy et Mandy, aventuriers de l'au-delà). La série a également été diffusée en Belgique sur Club RTL et au Québec sur Télétoon, dans les deux cas, également dans le cadre de Malices et Menaces (les deux premières saisons de Billy et Mandy, aventuriers de l'au-delà).

## Distribution
| Personnages notables | Voix originales | Voix françaises   |
| -------------------- | --------------- | ----------------- |
| Hector Con Carne     | Phil LaMarr     | Benoît Allemane   |
| Major Gastro         | Grey DeLisle    | Danièle Hazan     |
| Général Balafre      | Armin Shimerman | Patrick Guillemin |